# Grøngødning
Grøngødning kan bruges som jordforbedring, da det tilfører organisk materiale, løsner eller fæstner jordstrukturen, mindsker udvaskning af næringsstoffer og forhindrer ukrudt i at overtage jordstykket i de perioder hvor det ikke dyrkes.

## Grøngødningplanter
- Blodkløver
- Boghvede
- Gul sennep
- Honningurt
- Hør
- Rajgræs
- Vintervikke

## Fodnoter
1. ↑  Begynderhaven – Haven på nettet om grøngødning